# Salagnon
Salagnon är en kommun i departementet Isère i regionen Auvergne-Rhône-Alpes i sydöstra Frankrike. Kommunen ligger i kantonen Bourgoin-Jallieu-Nord som tillhör arrondissementet La Tour-du-Pin. År 2022 hade Salagnon 1 484 invånare.

## Befolkningsutveckling
Antalet invånare i kommunen Salagnon
Referens:INSEE